# Cylichna propecylindracea
Cylichna propecylindracea is een slakkensoort uit de familie van de Cylichnidae. De wetenschappelijke naam van de soort is voor het eerst geldig gepubliceerd in 1890 door de Gregorio.